# 暹羅魾
暹羅魾，為輻鰭魚綱鯰形目鮡科魾属的其中一種，為熱帶淡水魚，分布於亞洲湄公河及湄南河流域，體長可達70公分，棲息在水流湍急的大河底層水域，屬肉食性，以其他魚類為食，生活習性不明，可做為食用魚。